# Phare de Grytøy
Le phare de Grytøy (en norvégien : Grytøy fyr) est un phare côtier dans la commune de Bodø, dans le Comté de Nordland (Norvège). Il est géré par l'administration côtière norvégienne (en norvégien : Kystverket).

## Histoire
Le phare est situé sur l'île de Grytøy, dans l'archipel de Helligvær dans le Vestfjord, à environ 25 km au nord-ouest de Bodø.
Le phare d'origine a été construit en 1865. Il s'agissait d'une tour carrée attachée à l'avant d'une maison de gardien de deux étages. Il a été désactivé et démoli en 1959.
Situé près des ruines de l'ancien phare, le phare automatique actuel est une tour avec lanterne.

## Description
Le phare  est une tour cylindrique en béton de 10,5 mètres de haut, avec une lanterne. Il émet, à une hauteur focale de 34 mètres, deux éclat blancs et rouges  selon différents secteurs toutes les 10 secondes. Sa portée nominale est de 8.5 milles nautiques (environ 18 km) pour le feu blanc.
Identifiant : ARLHS : NOR-365 ; NF-7010 - Amirauté : L2562 - NGA : 10752 .
|       |
| L'île |

### Lien connexe
- Liste des phares de Norvège